# Averardo de Médici
Averardo de Médici (1320-1363), también conocido como Everardo de Médici o Bicci (para desambiguar con sus dos antepasados homónimos), fue un miembro de la familia Médici que intervino en la política de la ciudad de Florencia.

## Semblanza
Averardo era hijo de Silvestre de Médici "il Chiarissimo" (que en español significa "el más bello" por su tez, o también se interpreta como "el más claro") (1300, Florencia - 1346, Florencia; hijo a su vez de Averardo II de Médici, 1270-1319). Fue padre de tres hijos (Juan, Francisco y Antonia), de los que Juan se convertiría en el primer miembro históricamente significativo de la familia Médici de Florencia, al ser el fundador del Banco Medici.
Recibió su nombre en honor al legendario caballero Averardo, de quien los Medici afirmaban descender. Era primo segundo de Salvestro Médici.

## Hijos
- Juan de Médici (1360-1429); que se casó con Piccarda Bueri.
- Francisco de Médici (m. 1402); que se casó con Selvaggia Gianfigliazzi y con Francesca Balducci en segundas nupcias.
- Antonia de Médici; que se casó con Angelo Ardinghelli.